# Błękitny szlak w Olsztynie
 Błękitny szlak w Olsztynie – czterokilometrowy pieszy szlak w Olsztynie. Rozpoczyna się przy brzegu Jeziora Długiego, a kończy w Jakubowie.

## Charakterystyka
Szlak zaczyna się przy ulicy Bałtyckiej, nieopodal Jeziora Długiego. Następnie prowadzi wzdłuż jego brzegu w kierunku Lasu Miejskiego. Na teren leśny wchodzi w pobliżu drewnianego mostu spinającego brzegi jeziora. Dalej szlak przecina ulicę Leśną, by zaraz potem połączyć się na około 600 metrów ze szlakiem czarnym. Po ich rozejściu dochodzi do Mostu Smętka nad Łyną. W jego pobliżu znajduje się skrzyżowanie ze szlakiem czerwonym, prowadzącym z Olsztyna do Torunia. Około 400 metrów od mostu umiejscowiona jest indiańska wioska, miejsce zabaw dla dzieci z pomostem widokowym, z którego roztacza się widok na przełom rzeki. Zaraz za wioską szlak błękitny łączy się ze szlakiem żółtym. Obie trasy wspólnie prowadzą do Jakubowa, gdzie usytuowana jest ich meta.

## Trasa
| km   | Miejsce na trasie                         | km   |
| ---- | ----------------------------------------- | ---- |
| 0,00 | ul. Bałtycka przy brzegu jeziora Długiego | 4,00 |
| 1,70 | Punkt przy ul. Leśnej                     | 2,30 |
| 2,10 | Węzeł szlaków                             | 1,90 |
| 2,70 | Rozejście szlaków                         | 1,30 |
| 2,80 | Most Smętka                               | 1,20 |
| 3,20 | Wioska indiańska                          | 0,80 |
| 4,00 | Jakubowo (Olsztyn)                        | 0,00 |

## Komunikacja
| Miejsce na trasie | Przystanek     | Linie autobusowe                                      |
| ----------------- | -------------- | ----------------------------------------------------- |
| ul. Bałtycka      | Jezioro Długie | 1 - Z Dworca Głównego PKP 6, 11, 27 - Pozostałe linie |
| Jakubowo          | Jakubowo       | 7, 10, 17 - Do Śródmieścia                            |